# Francisco Burdett O’Connor

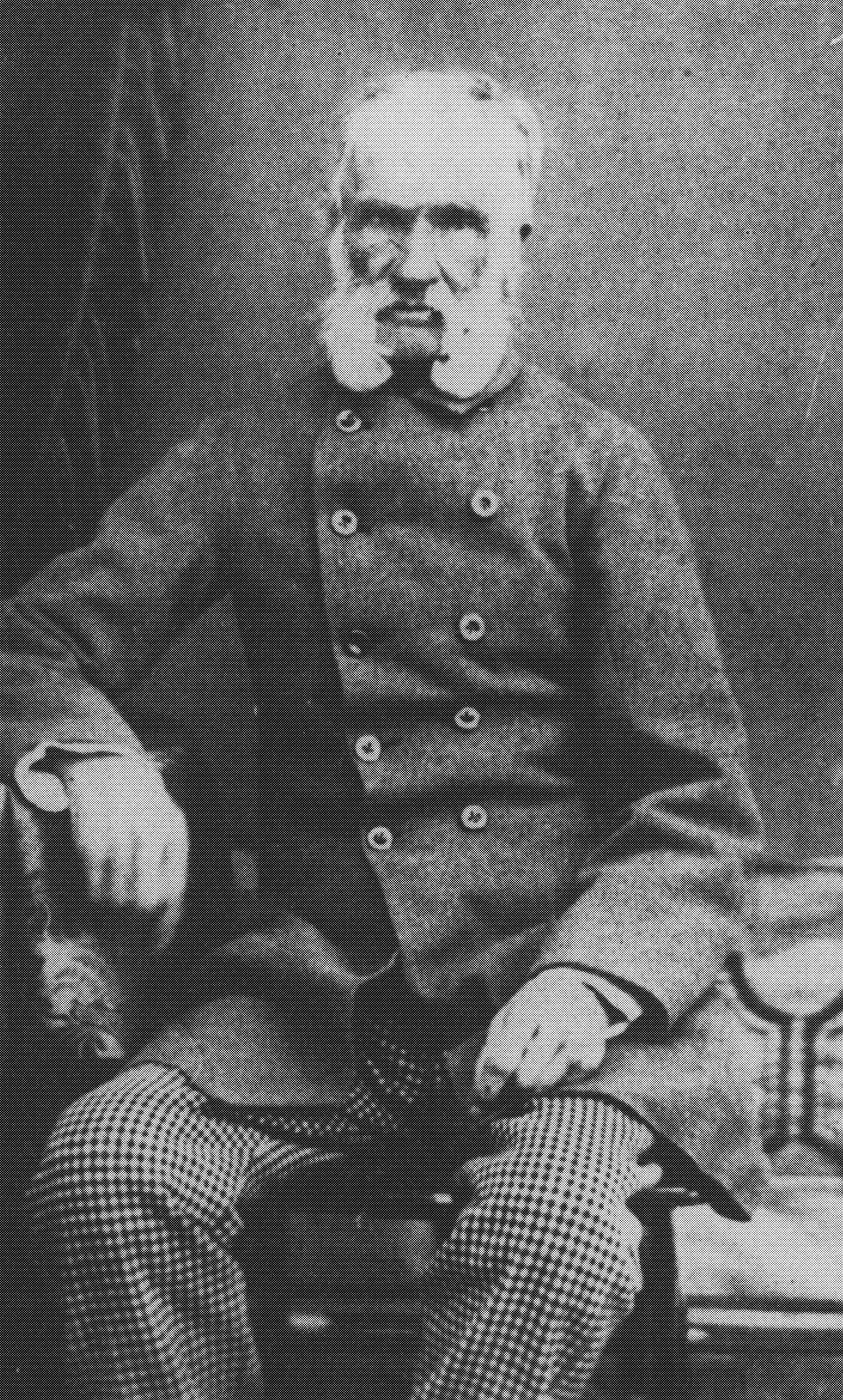
Francisco Burdett-O’Connor

Francisco Burdett O’Connor (* 12. Juni 1791 in Cork, Irland; † 5. Oktober 1871 in Tarija, Bolivien) (geboren als Francis Burdett O’Connor) diente als Offizier in der Irischen Legion von Simón Bolívars Armee in Venezuela. Später war er Stabschef unter Antonio José de Sucre und Kriegsminister in Bolivien.

## Herkunft
Francis Burdett O’Connor wurde in einer bekannten irischen Protestantenfamilie als Sohn von Roger O’Connor und Wilhamena Bowen geboren. Sein Onkel Arthur O’Connor (1753–1852) arbeitete als Agent in Frankreich für Robert Emmets Aufstand der United Irishmen. Francis’ Bruder Feargus O’Connor (1794–1855) war britischer Parlamentsabgeordneter und Chartisten-Anführer.

## Venezuela
Im Jahr 1819 meldete sich Francis O’Connor zur lateinamerikanischen Unabhängigkeitsbewegung von Simon Bolivar und stach unter dem Kommando von Oberst William Aylmer von Dublin aus zusammen mit 100 Offizieren und 101 Rekruten der Irischen Legion in See. Im September 1819 landete die Truppe an der Isla Margarita vor der Küste von Venezuela, musste jedoch feststellen, dass die äußeren Bedingungen armselig waren und keinerlei Vorbereitungen getroffen waren. Nach zahlenmäßigen Verlusten durch Todesfälle und Fahnenflucht griff die Truppe im März 1820 die Stadt Riohacha auf dem Festland an und besetzte sie für einige Zeit. Später war die Truppe an der Belagerung von Cartagena und am Feldzug gegen Santa Marta in Kolumbien beteiligt. Die irischen Soldaten waren jedoch mehr und mehr entmutigt. Der zurückhaltende und ungeschickte Fortgang des Krieges unter General Mariano Montilla führte bei den irischen Soldaten jedoch nach und nach zu Disziplinlosigkeiten und mündete schließlich in offene Meuterei. Die Truppe wurde daher im Juni 1820 entwaffnet und nach Jamaika verschifft.

## Peru und Bolivien
Im Jahr 1824 trat O’Connor der Befreiungsarmee in Peru bei, und schon sechs Monate später ernannte Bolívar ihn zum Stabschef. Im August 1824 kämpfte er unter großen Widrigkeiten in der Schlacht von Junín und wählte später eine Hochfläche am Condorcunca für die entscheidende Schlacht bei Ayacucho aus. Im Jahr 1825 übertrug Antonio José de Sucre ihm die Schlussoffensive des Unabhängigkeitskrieges und die Verfolgung und Beseitigung von General Pedro Antonio Olañeta, dem letzten königstreuen Kommandanten im Widerstand.
Im Jahr 1826 wurde Francisco O’Connor zum Militärgouverneur von Tarija in Bolivien ernannt. Im folgenden Jahr veröffentlichte er eine Ankündigung, die junge Iren zur Übersiedlung in das „New Erin“ von Tarija ermunterte. Er war an weiteren Kriegen zwischen den neu gegründeten Staaten Südamerikas beteiligt, zum Beispiel am 24. Juni 1838 an der Niederschlagung eines argentinischen Angriffs in der Schlacht von Montenegro in Bolivien. Am 5. Oktober 1871 starb er in Tarija im Alter von 80 Jahren. Seine Memoiren, Independencia Americana: Recuerdos de Francisco Burdett O’Connor wurden im Jahr 1895 veröffentlicht.